# Ktyr
Ktyr is een vliegengeslacht uit de familie van de roofvliegen (Asilidae).

## Soorten
- K. callarus Lehr, 1981
- K. caucasicus (Richter, 1963)
- K. elegans Lehr, 1972
- K. junctus (Becker, 1923)
- K. kazenasi Lehr, 1981
- K. kerzhneri (Lehr, 1972)
- K. normalis Lehr, 1981
- K. protensis Lehr, 1981